# مارگارتا بایسترم
مارگارتا بایسترم (انگلیسی: Margaretha Byström؛ زادهٔ ۲ اوت ۱۹۳۷) هنرپیشه، کارگردان، و فیلم‌نامه‌نویس اهل سوئد است.